# Sozites orbitator
Sozites orbitator là một loài tò vò trong họ Ichneumonidae.